# ケインフィールド
ケインフィールド（Canefield）は、ドミニカ国のセント・ポール教区の町。島の中西部に位置し、首都ロゾーからはモルヌ・ダニエルを挟んで北へ約キロメートルの距離にある。モルヌ・ダニエルを含めた人口は3,324人（2011年国勢調査）。教区内最大の町であり、国内でもロゾー、ポーツマスに次いで3番目に多い。
西はカリブ海のプリングルズ湾（Pringle's Bay）、東は100 - 200メートルの高さのある丘が迫っているため、街中は坂が多い。北にある集落はマサカー、南はモルヌ・ダニエル。東方面へ向かうインペリアル・ロード（Imperial Road）を使うと内陸の集落ポン・カスにたどり着く。島西部では唯一の空港となるケインフィールド空港が所在している。
ケインフィールドは同国では唯一となる半都市型自治体（Urban Council）に分類されている。市（ロゾー）、町（ポーツマス）とは異なるものの、議会はそれらと同等の権限を持つ。